# Jebel Aqra
Il Jebel Aqra (arabo: جبل الأقرع;Turco: Cebel-i Akra), noto anche come Monte Casius, è una montagna alta 1.717 m (5.633 piedi) calcarea situata sul confine tra la Siria e la Turchia in territorio turco vicino alla foce del fiume Oronte sul Mar Mediterraneo. Il suo lato turco è anche conosciuto come Monte Calvo (Kel Dağı). La montagna era un luogo di culto nell'antica religione cananea.

## Storia

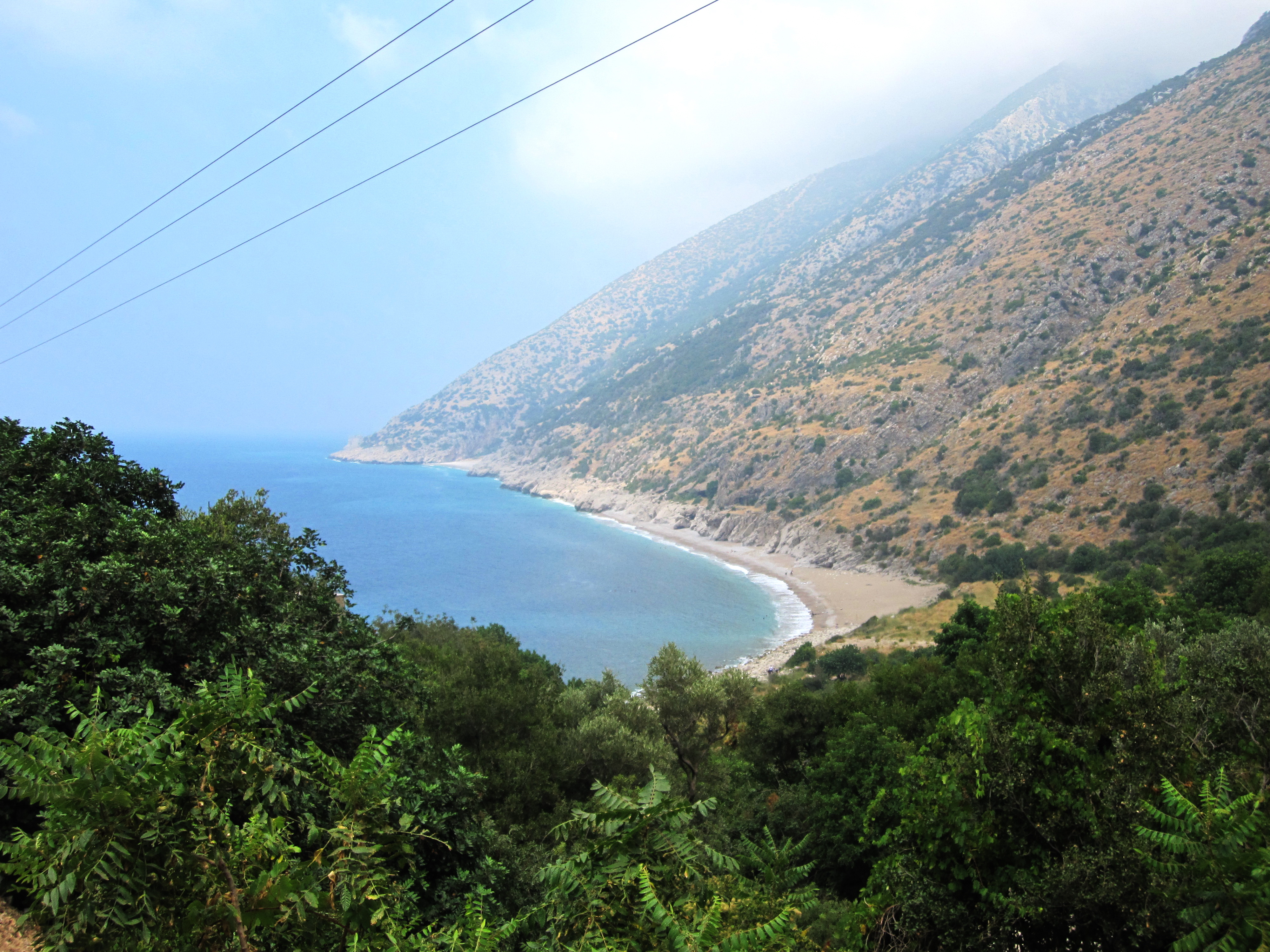
Le pendici del Jebel Aqra lungo il confine tra Siria e Turchia sul Mar Mediterraneo

Gli Hurriti lo chiamavano Monte Hazzi e lo consideravano la dimora del loro dio della tempesta Teshub. Gli Ittiti continuarono il suo culto, celebrando la vittoria di Teshub sul mare nel Cantico di Kumarbi ritrovato nella loro capitale Hattusa. Su questo monte il dio Baal-Zephon era ampiamente adorato: il suo tempio di Ugarit conteneva un rilievo in arenaria a lui dedicato da uno scriba reale in Egitto e il re di Tiro lo chiamò come testimone divino in un trattato con l'imperatore d'Assiria nel 677 a. C.
Sotto varie forme, il culto continuò per tutta l'antichità, quando fu chiamato Monte Casius (greco: Κασιος , Kasios; latino: Casius Mons).

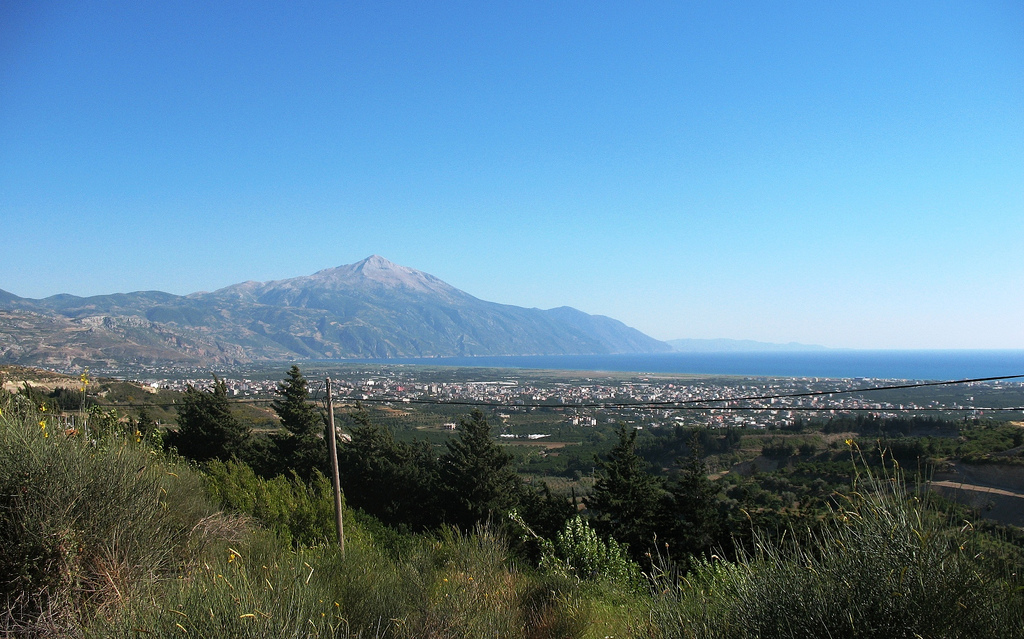
Jebel Aqra visto dalla Turchia

ll culto del dio della montagna fu trasferito, per interpretatio graeca, a Zeus Kasios, o "Zeus del monte Kasios", simile a Ras Kouroun nel Sinai. Le tegole del santuario greco-romano del sito, con impresso il nome del dio, furono riutilizzate nel monastero cristiano che andò ad occupare le pendici orientali e verso terra di Kazios.